# Euphorbia virosa
Euphorbia virosa (Cây đại kích sa mạc) là một loài thực vật có hoa trong họ Đại kích. Loài này được Willd. mô tả khoa học đầu tiên năm 1799. Cây có hình dáng gần giống xuơng rồng nhưng thực chất chúng không phải xuơng rồng. Phần thân chính của cây cao từ 5 – 10 cm, có dạng xoắn. Từ đó các nhánh mọc ra. Nhánh cây có từ 5 - 8 cạnh, không có lá. Trên các cạnh có nhiều gai nhọn mọc theo khoảng cách đều nhau.
Euphorbia virosa thường được phân bố từ sông Orange ở Nam Phi đến Nam Angola, chiếm chủ yếu các khu vực khô cằn ở Namibia. Cây chứa bên trong cành một chất lỏng màu trắng đục và có độc tính cao. Chất này rất độc và được tộc người San (Thổ dân địa phương) sử dụng để nhúng đầu mũi tên họ dùng để săn bắn. Tiếp xúc với nhựa cây gây kích ứng da, và nếu mắt bị ảnh hưởng có thể gây mù lòa, trong trường ăn phải chất độc có thể gây tử vong.

## Hình ảnh

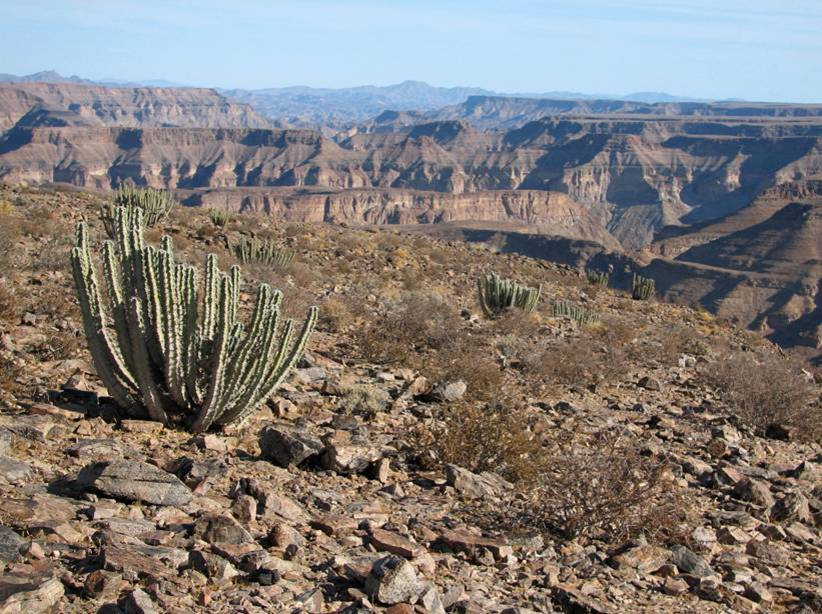
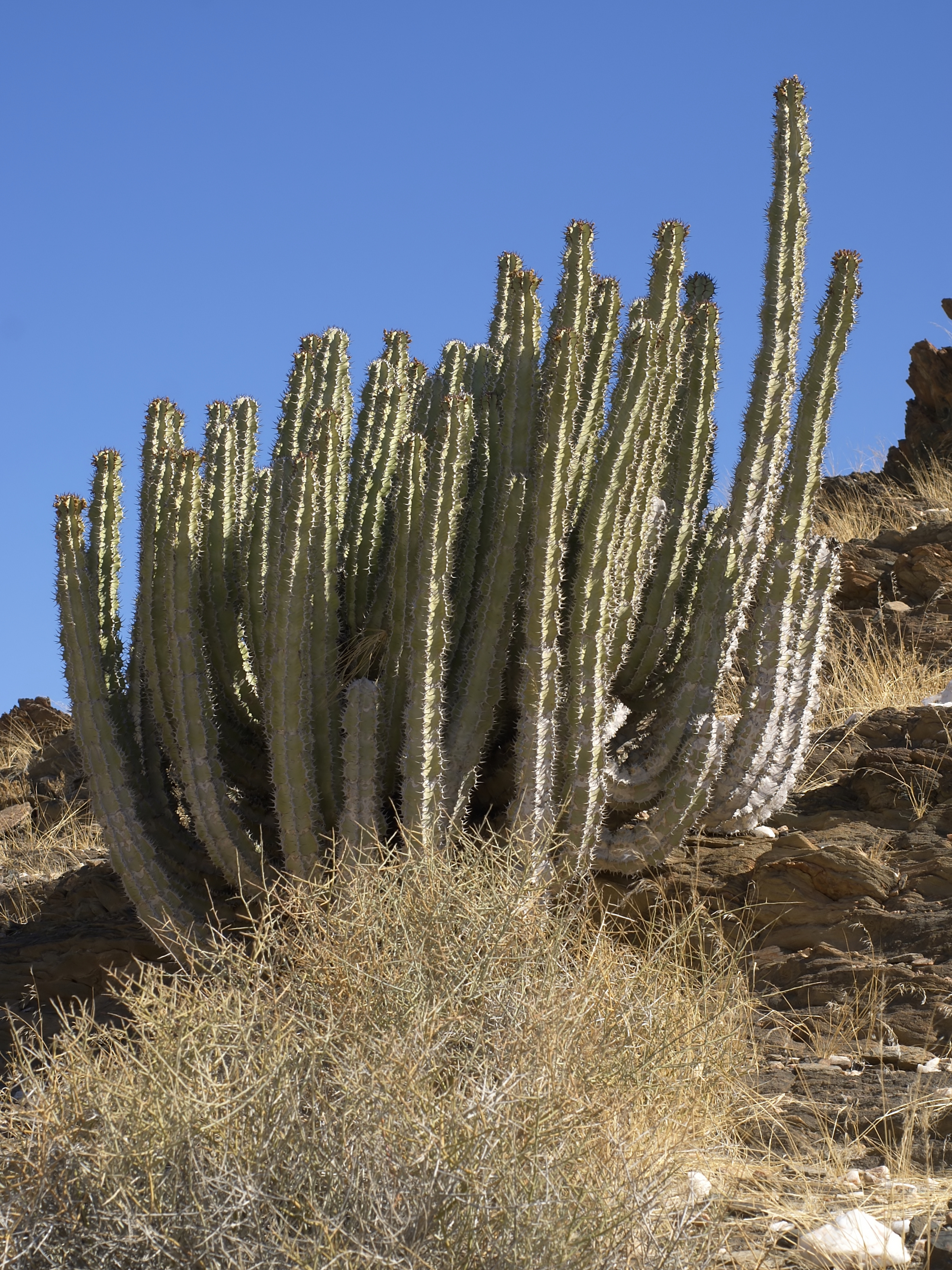
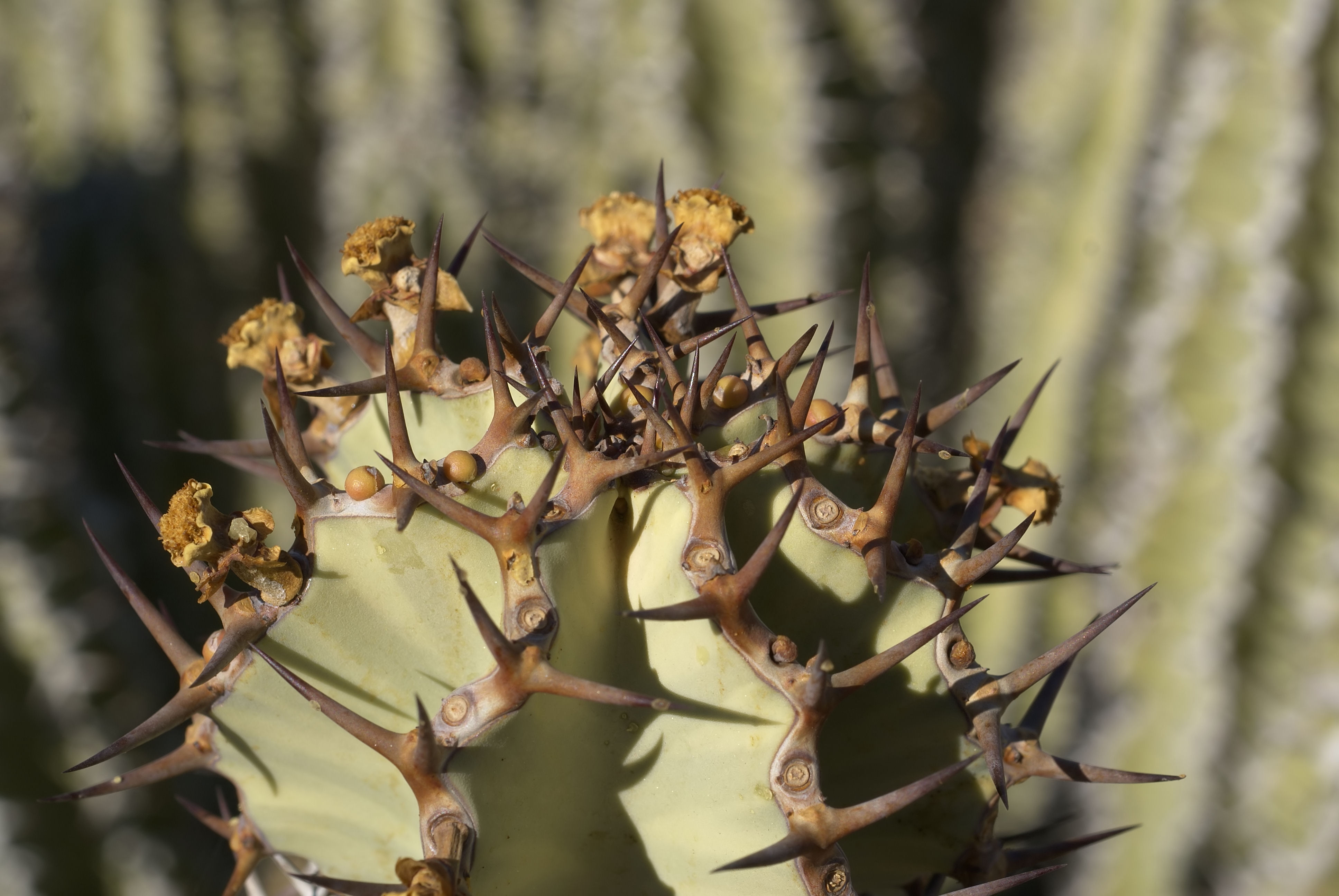
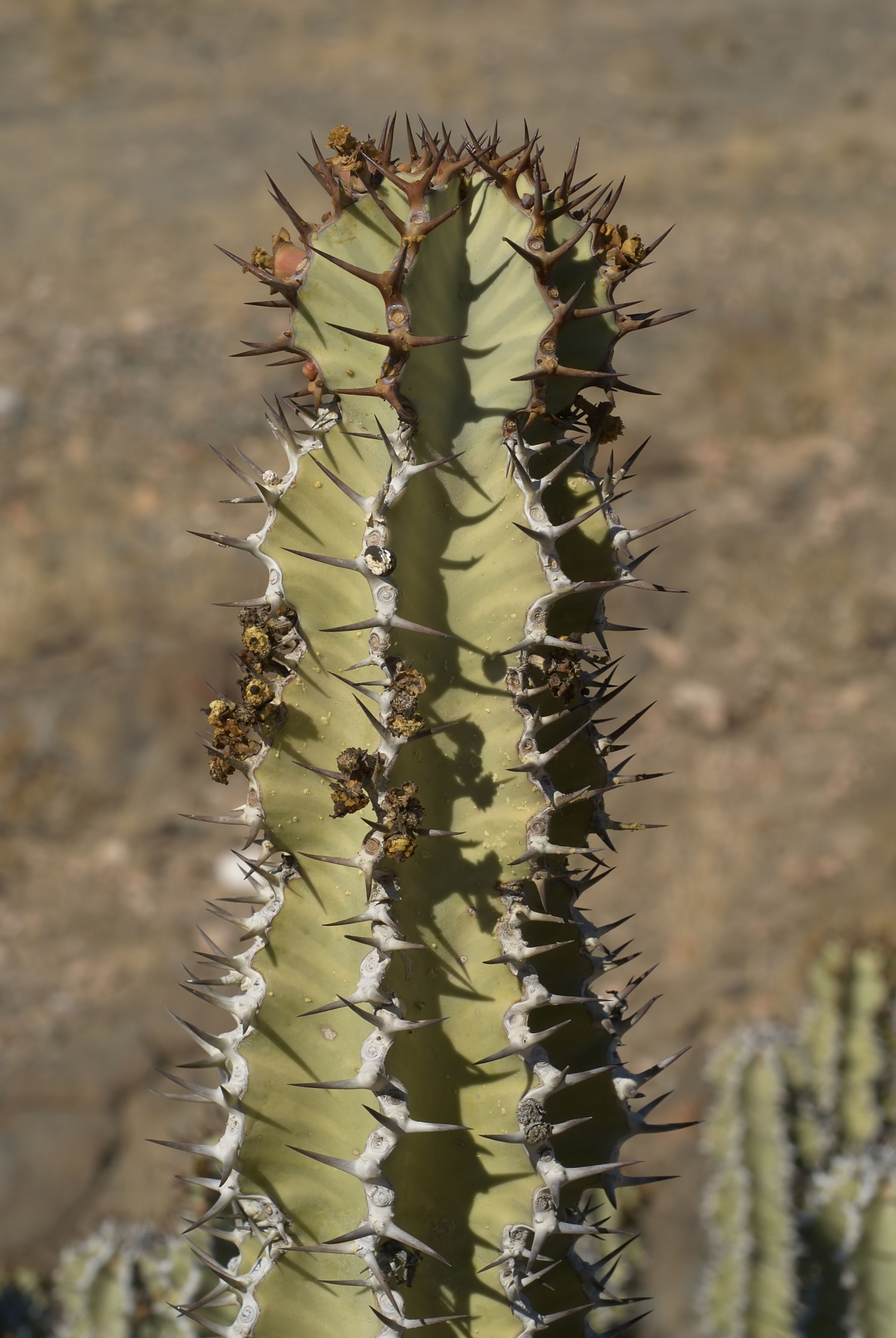